# Nikkatsu
Nikkatsu Corporation (日活株式会社, Nikkatsu kabushiki kaisha) est un groupe japonais spécialisé dans la production de films cinématographiques ou destinés à la télévision. C'était le plus ancien et le plus important studio de cinéma au Japon. Son nom est l'abréviation de Nippon Katsudō Shashin, littéralement « Compagnie japonaise cinématographique ». En 2005, Nikkatsu est vendu à Index Holdings, un regroupement de plusieurs sociétés de l'industrie multimédia. En 2013, Sega Sammy Holdings rachète Index (Index Holdings) et devient propriétaire de Nikkatsu.
La société a toujours produit et continue de produire différents genres de films. Cependant, au cours des décennies 1970 et 1980, sa production exclusive consiste en ce qu'ils ont eux-mêmes nommé les films « Roman Porno » (abréviation de « romance pornographique ») qui sont en fait des films érotiques plutôt que de la véritable pornographie. Contrairement aux pinku eiga, les films de Nikkatsu bénéficient d'un budget relativement important et d'un scénario plus abouti. Cette production met en scène des actrices de renom qui ont également tourné pour la télévision et pour des films japonais plus « conventionnels ».

## Acquisitions
- 1912 : La Nippon Katsudō Shashin K.K. est fondée par la fusion de quatre studios de cinéma ;
- 1993 : Prend le nom de Corporate Reorganization Act ;
- 1996 : Acquise par Namco, société japonaise de produits de loisirs ;
- 2005 : Nikkatsu est cédé à Index Holdings[2], un regroupement de sociétés spécialisées dans l'industrie multimédia ;
- 2013 : Nikkatsu devient propriété du groupe Sega Sammy Holdings après le rachat d'Index (Index Holdings) par ce dernier.

## Historique
Nikkatsu est créée en 1912 par le regroupement de différents producteurs de films et des chaînes de salles de cinéma elles-mêmes regroupées sous forme de trust et bénéficiant de la législation sur les trusts. Ces sociétés ont tiré les bénéfices du succès de l'entreprise mère qui a embauché des réalisateurs de renom comme Shōzō Makino et son fils Masahiro Makino.

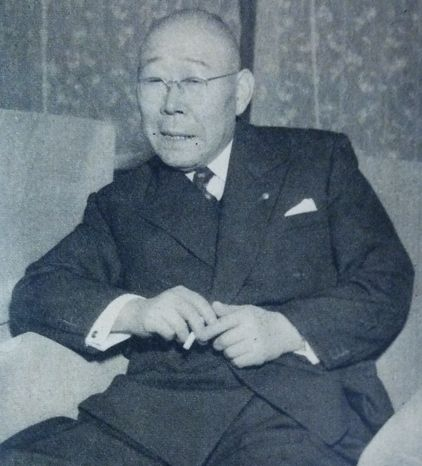
, le président de la Nikkatsu en 1955.

Au cours de la Seconde Guerre mondiale, le gouvernement contraint les dix studios établis en 1941 à fusionner afin qu'il en reste deux. Masaichi Nagata, fondateur de Daiei Motion Picture Company (大映株式会社, Daiei kabushiki gaisha) et ancien employé de Nikkatsu, propose, avec succès, la création de 3 compagnies. Nikkatsu s'associe avec les deux compagnies économiquement les plus fragiles, Shinkō Kinema et Daito (ja), qui lui font verbalement savoir leur désapprobation. Le comité, chargé d'établir la valeur marchande de chaque studio, sous-évalue volontairement Nikkatsu. Ce dernier prend la tête de Shinko, devenant ainsi le principal producteur. La société Nikkatsu ainsi modifiée continue de prospérer mais arrête toute production de films.
L'industrie du cinéma d'après-guerre prospère rapidement et, en 1951, Kyūsaku Hori (ja), président de Nikkatsu, commence la construction de nouveaux studios, ce qui entraîne ses concurrents à s'unir contre elle avec l'« accord des cinq compagnies ». La production de films repart en 1954. De nombreux réalisateurs assistants, dont Shōhei Imamura et Seijun Suzuki des studios Shōchiku, rejoignent la Nikkatsu avec la promesse d'un statut de réalisateur dans l'année ou, au pire, dans les deux ans.
Les studios produisent un certain nombre de films sur le thème des combats de samouraïs (chanbara). En 1960, Nikkatsu décide de consacrer ses ressources à la production de films impliquant la jeunesse urbaine ou des yakuzas, à des comédies et aux films d'action. De la fin des années 1950 jusqu'en 1971, la société est renommée pour ses films d'action à gros budget, destinés à la jeunesse, et ayant pour thème les yakuzas. Les studios travaillent avec des vedettes du cinéma comme Yūjirō Ishihara, Akira Kobayashi, Joe Shishido, Tetsuya Watari, Ruriko Asaoka, Chieko Matsubara et, par la suite, Meiko Kaji et Tatsuya Fuji. Le réalisateur Shōhei Imamura commence sa carrière au sein des studios. Entre 1958 et 1966, il signera pour eux de nombreux films tels que Cochons et Cuirassés (1961) et Le Pornographe (1966).
Vers 1971, l'engouement croissant pour la télévision fait beaucoup de tort à l'industrie cinématographique. Pour rester profitable, Nikkatsu se tourne vers la production de ses Roman Porno et autres pinku eiga axés sur la pornographie, la violence, le sadomasochisme et le romantisme. De nombreux réalisateurs et actrices quittent les studios mais un certain nombre décident de rester. Ce sera le cas des réalisateurs Yasuharu Hasebe, Keiichi Ozawa, Shōgorō Nishimura, et Koreyoshi Kurahara. Cette nouvelle orientation prise par Nikkatsu a également favorisé l'émergence de nouveaux réalisateurs comme Tatsumi Kumashiro, Masaru Konuma et Chusei Sone.
De nos jours, la Nikkatsu produit des films de différents genres sans devoir se cantonner aux films pour adultes.